# Wichmann-Verlag
Der Herbert Wichmann-Verlag ist ein auf Geowissenschaften spezialisierter Verlag in Berlin und Offenbach am Main.
Er wurde 1933 vom Ingenieur Kurd Slawik in Berlin gegründet und hat sich früh einen Namen als Partner des Vermessungswesens gemacht. Nachdem er 1994 nach Heidelberg übersiedelt war, baute er seine Spezialgebiete weiter aus. Seit 2010 befindet sich der Wichmann Verlag unter dem Dach des VDE-Verlags.
Die Fachliteratur behandelt unter anderem Geoinformatik und Geoinformationssysteme, alle wichtigen Bereiche von Geodäsie und Vermessung, Photogrammetrie und Fernerkundung sowie die Verkehrsplanung. Neben Büchern ist der Verlag auch bei Angeboten für Software und im Internet präsent.
An Fachzeitschriften sind anzuführen:
- avn. – allgemeine vermessungs-nachrichten, gegründet 1889
- gis.Familie – bestehend aus gis.BUSINESS, gis.TRENDS+MARKETS sowie gis.SCIENCE
- VDVmagazin – Zeitschrift des Verband Deutscher Vermessungsingenieure e.V. (VDV)[1]